# جک کاکس
جک کاکس (به انگلیسی: Jack Cox) بازیکن فوتبال زادهٔ ۲۱ نوامبر ۱۸۷۶ اهل کشور انگلستان که سابقهٔ بازی در تیم ملی فوتبال انگلستان را در کارنامهٔ خود دارد. وی در تاریخ ۹ مارس ۱۹۰۱ نخستین بازی ملی خود را در مقابل تیم ملی فوتبال ایرلند انجام داد و با حضور در ۳ بازی ملی، در تاریخ ۴ آوریل ۱۹۰۳ واپسین بازی ملی‌اش را در برابر تیم ملی فوتبال ولز برگزار کرد.